# Conférence épiscopale inter-rituelle de Bulgarie
La Conférence épiscopale inter-rituelle de Bulgarie (en bulgare : Междуритуална епископска конференция в България) est une conférence épiscopale de l’Église catholique qui réunit les ordinaires de Bulgarie.
La conférence est représentée à la Commission des épiscopats de l’Union européenne (COMECE). Son président participe également au Conseil des conférences épiscopales d’Europe (CCEE), avec une petite quarantaine d’autres membres.

## Membres
La conférence réunit les ordinaires des deux diocèses et une éparchie :
- Christo Proykov, évêque de l’éparchie Saint-Jean-XXIII (en) de Sofia, primat de l’Église grecque-catholique bulgare, et président de la conférence ;
- Gheorghi Ivanov Jovcev (bg), évêque de Sofia et Plovdiv ;
- Strahil Kavalenov (bg), évêque de Nicopolis (bg) (diocèse qui prend son nom d’une cité romaine) ;
- Rumen Iwanow Stanew (bg), évêque auxiliaire de Sofia et Plovdiv ;

ainsi qu’un secrétaire général, le père Petko Valov (bg), et une porte-parole, Mme Iva Mikhailova (Ива Михайлова).
Le nonce apostolique, Anselmo Guido Pecorari, est cependant vraisemblablement également membre.

## Historique
Les évêques de Bulgarie ont commencé à se réunir dans les années 1970, et il a été demandé la création d’une conférence épiscopale à plusieurs reprises, dès 1979, mais divers problèmes bloquaient la reconnaissance en tant que tel.
Elle a finalement été approuvée par le Saint-Siège en 1990-1991.

## Sanctuaires
La conférence épiscopale a désigné un sanctuaire national, le sanctuaire Notre-Dame-de-Lourdes de Plovdiv, désigné en 1996.